# Musée de la photographie de l'île Maurice
Le musée et archives de la photographie de l'île Maurice est un musée de la photographie situé à Port-Louis (Maurice), rue du Vieux Conseil, non loin du musée d'histoire naturelle. Il est ouvert du lundi au vendredi de 9 heures à 15 heures.

## Description

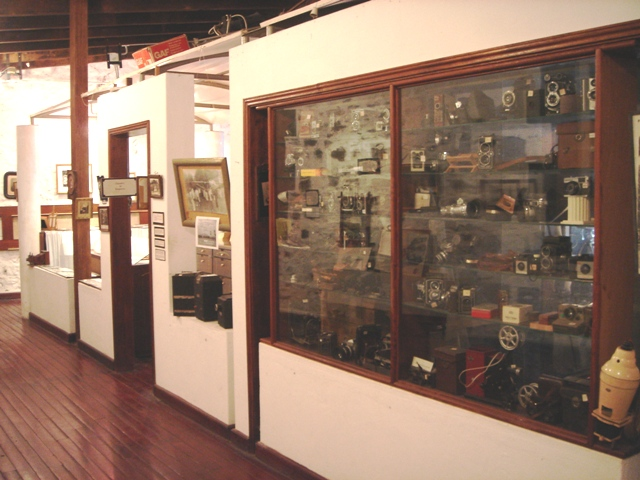
Intérieur du musée.

Le musée privé a été fondé en 1966 grâce à la passion de collectionneur de Tristan Bréville et de son épouse. Il se trouvait d'abord chez eux à Rose-Hill, puis à Quatre Bornes, et se trouve à son emplacement actuel depuis 1993 dans un édifice ancien cédé par la municipalité et restauré grâce à l'aide de l'A.I.M.F.. L'inauguration a eu lieu le 1er juillet 1993 en présence de soixante-quatre maires français de l'A.I.M.F., de Jacques Toubon, ministre de la culture français, et de Jean-Luc Monterrosso, directeur de la maison européenne de la photographie. Le daguerréotype a fait son apparition à l'île Maurice en février 1840, quatre mois après l'achat du brevet de Louis Daguerre en France. L'île est donc l'un des premiers pays au monde à avoir pratiqué la photographie.
Le musée expose de nombreux documents sur l'histoire de la photographie à l'île Maurice, portraits, paysages, scènes de ville et de campagne, grands événements, usines, scènes de pêche, premières automobiles, premiers autobus (1930), chemin de fer mauricien, maisons coloniales, édifices historiques, flore et faune, etc.
Le musée compte également dans sa collection plus de mille appareils photographiques de différentes époques, dont l'objectif de Charles Chevalier fabriqué pour Daguerre en 1839.
Le musée fonctionne aussi comme un centre de recherche iconographique. Il possède une bibliothèque spécialisée et des collections de cartes de visite Nadar. Sa collection comporte plus de 400 000 négatifs sur acétate, 5 000 plaques sur verre ; 28 daguerréotypes ; 10 autochromes des frères Lumière ; plus de 200 000 tirages concernant l'histoire et des paysages de l'île Maurice; 9 000 cartes postales anciennes ; plus de vingt-cinq heures de films sur Maurice et ses habitants à partir de 1939 ; une documentation de journaux de la fin du XIXe siècle à 1945 sur la photographie à Maurice, ainsi que des livres et journaux sur l'histoire du cinématographe à Maurice depuis 1897.